# عین سعادة
عین سعادة (به عربی: عین سعادة) یک منطقهٔ مسکونی در لبنان است که در استان جبل لبنان واقع شده‌است.

## خصوصیات
عین سعادة ۵۴۸ کیلومترمربع مساحت دارد.